# Atil

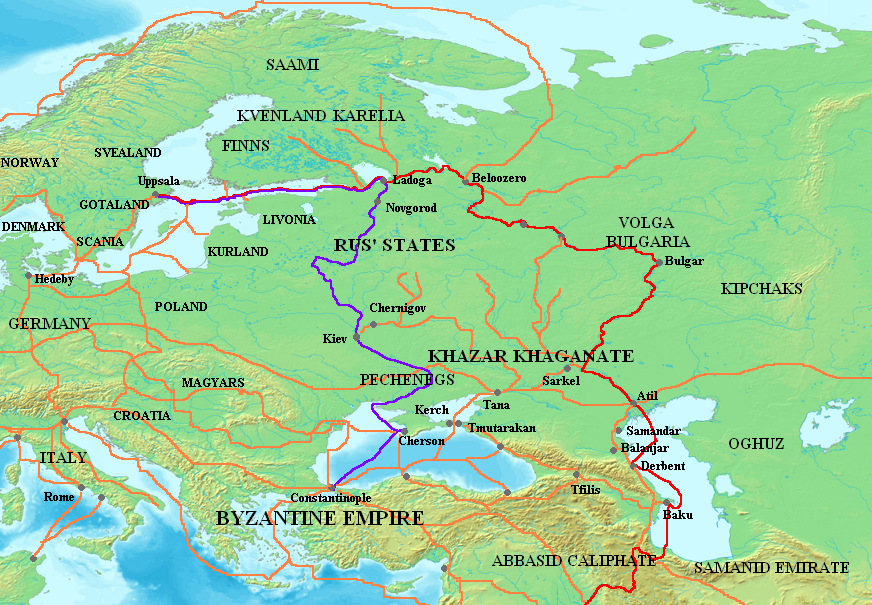
Atil ten noorden van de Kaspische Zee

Atil of Itil was de hoofdstad van het Rijk der Chazaren van midden achtste eeuw tot 968/969, toen het werd vernietigd door de Roes Svjatoslav I. Atil lag op het kruispunt van de handelsroute over de Wolga (rood) en de handelsroute die het Aralmeer verbond met de Zwarte Zee (oranje). Heden is Astrachan de dichtstbij gelegen grote stad.

## Archeologie
Wat we weten over stad komt slechts uit geschreven bronnen. De locatie van Atil is nog niet archeologisch geïdentificeerd. I. G. Semjonov suggereert dat Atil ten zuiden van de Wolgadelta op de moderne bodem van de Kaspische Zee ligt en overstroomd werd als gevolg van de stijgende zeespiegel. Volgens de onderzoekers L. V. Goerenko en A. V. Sitnikov, kan Atil helemaal niet in de Wolga-delta worden gelokaliseerd vanwege aanzienlijke schommelingen in het niveau van de Kaspische Zee, wat zou leiden tot regelmatige overstromingen van de stad. Ze veronderstellen dat de locatie van Atil op de engte tussen de Wolga en de Don ligt, ten zuiden van het huidige Wolgograd.
Sinds 2020 worden opgravingen van de nederzetting bij het dorp Semiboegry uitgevoerd, aan de oevers van de oude Wolgadelta.